# Jo Johnson
Pour les articles homonymes, voir Johnson.
Joseph Edmund Johnson, dit Jo Johnson, né le 23 décembre 1971 à Londres, est un homme politique britannique. Membre du Parti conservateur, il siège à la Chambre des communes du Royaume-Uni de 2010 à 2019 et est ministre d'État sous David Cameron, Theresa May et son frère Boris Johnson. Il est créé pair à vie le 12 octobre 2020.

## Biographie

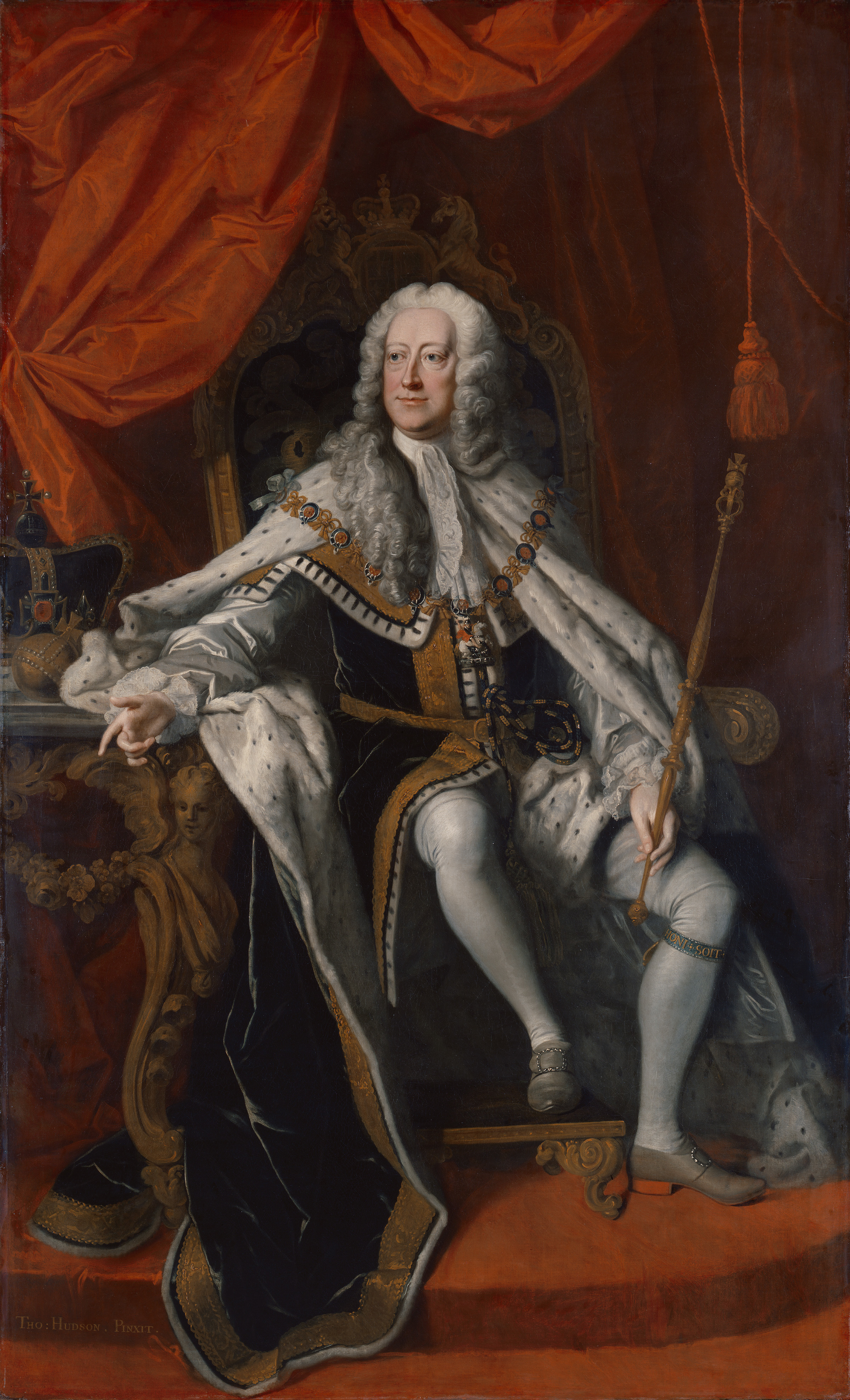
George II, ascendant des Johnson.

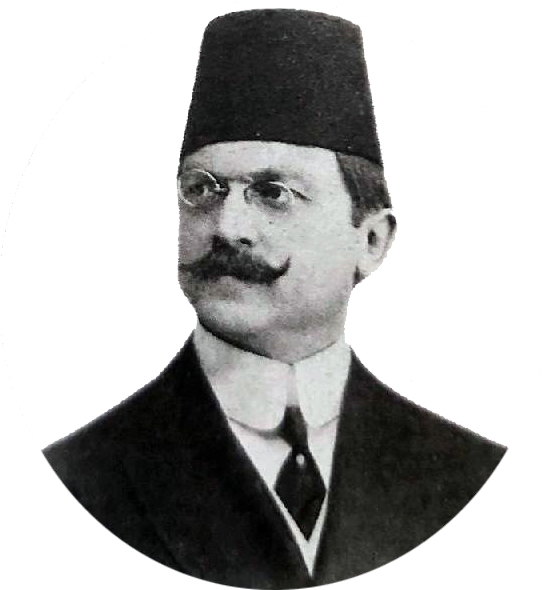
Ali Kemal, ministre de l'Intérieur ottoman en 1919 et arrière grand-père paternel de Jo Johnson.

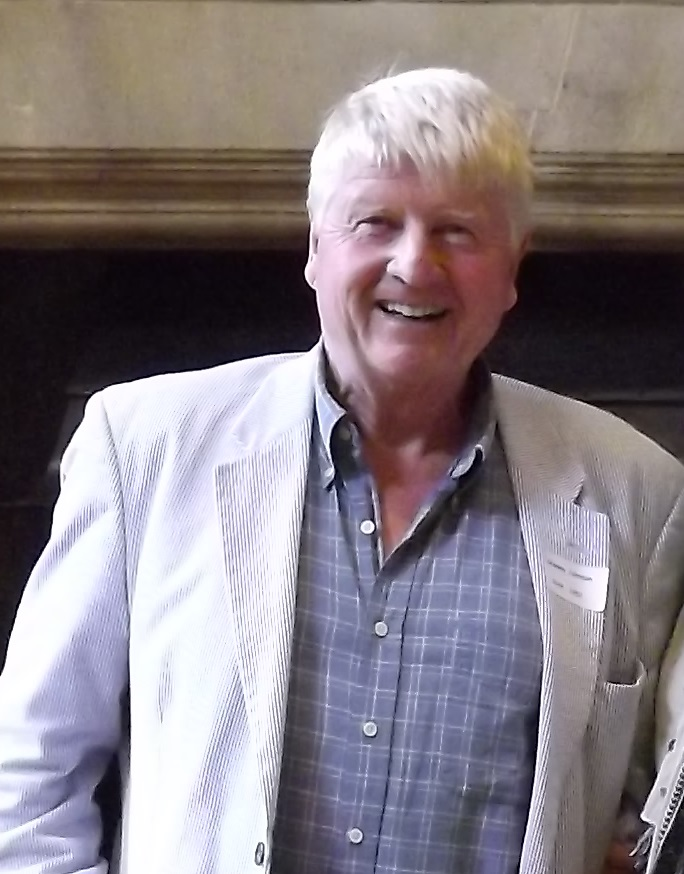
Stanley Johnson, père de Jo Johnson.

Johnson est le plus jeune de quatre enfants de Stanley Johnson et de l'artiste Charlotte Johnson Wahl (née Fawcett), la fille de Sir James Fawcett, un éminent avocat et président de la Commission européenne des droits de l'homme. Il est le frère de Boris Johnson, l'ex-Premier ministre britannique, de Rachel, journaliste, et de Leo, un entrepreneur et cinéaste.
Johnson fréquente l'École européenne de Bruxelles I à Uccle, avant d'aller à l'École de la Salle à Hampstead, Londres, puis à Ashdown House dans l'East Sussex, et au Collège d'Eton. En 1991, il va à Balliol College, Oxford, pour étudier l'histoire moderne. Il a été chercheur et a participé à Isis, une revue des étudiants de l'Université d'Oxford. Il obtient une licence en juin 1992 et son diplôme final en juin 1994. À Oxford, il est membre du Bullingdon club avec Harry Mont, Nat Rothschild, et George Osborne qui reste un ami proche,.
Il parle couramment le français, a fait des études de troisième cycle en Europe continentale et est diplômé de deux autres universités européennes, en 1995 de l'Institut d'études européennes à l'Université libre de Bruxelles et d'un MBA de l'INSEAD en 2000.

## Carrière dans le journalisme
Après avoir été diplômé de l'Université libre de Bruxelles, en 1995 Johnson rejoint la Deutsche Bank comme banquier d'investissement.
En 1997, il rejoint le Financial Times. Après une année sabbatique en 1999/2000, au cours de laquelle il obtient un MBA de l'INSEAD, il devient correspondant à Paris (2001-05), puis en Asie du Sud, Chef du bureau basé à New Delhi (2005-08). De retour à Londres, il est rédacteur en chef adjoint du Financial Times et de la tête de la Lex Colonne, l'une des positions les plus influentes en journalisme financier occupée notamment par Nigel Lawson, ancien Chancelier de l'échiquier, Martin Taylor, ancien Directeur général de la Barclays, et Richard Lambert, Directeur général de la Confédération de l'Industrie britannique. Johnson a quitté la Lex colonne en avril 2010. Il reçoit des prix pour ses activités de journaliste de la part de l'Association de la Presse Étrangère, de la Société des Éditeurs de l'Asie et de The Indian Express.
Johnson est le co-auteur de L'homme qui a essayé d'acheter le Monde (Penguin, 2003) à propos de l'homme d'affaires français Jean-Marie Messier. Cela a été sérialisé dans Le Guardian et publié en France comme Une faillite française par Albin Michel en 2002. Il co-édite, avec le Rajiv Kumar (secrétaire général de la Fédération des Chambres Indiennes de Commerce et d'Industrie) Reconnecter la Grande-Bretagne et l'Inde: des idées pour un partenariat renforcé (Fondation Académique 2011).
Commentateur régulier sur la radio et la télévision, il parle souvent en public de la montée de l'Inde, ainsi que de la politique économique et financière du Royaume-Uni.

## Carrière parlementaire
En 2010, Il est candidat conservateur pour la circonscription sûre d'Orpington dans l'arrondissement londonien de Bromley. Il obtient la majorité conservatrice de son prédécesseur John Horam avec plus de 17 000 voix. Sa majorité augmente de nouveau en 2015 avec 19 979 voix. À l'encontre de la tendance nationale, il est élu à 62,9 % à l'élection générale en juin 2017.
Le 25 avril 2013, il est nommé comme conseiller politique par David Cameron pour l'aider à écrire le manifeste Conservateur pour 2015.
En tant que ministre junior, il dirige l' Unité de la Politique du Bureau du Premier ministre et préside également le nouveau conseil consultatif conservateur.
Sa nomination a surpris, car il est perçu comme étant plus pro-européen et à gauche que la plupart des conservateurs.
Le 11 mai 2015, il est nommé Ministre d'État des Universités et de la Science au sein du Département des Affaires, de l'Innovation et des Compétences (BIS),. John Morgan a noté que « sa réputation en tant que pro-européen est susceptible de plaire aux universitaires, dont beaucoup sont préoccupés par l'engagement de tenir un Référendum sur l'appartenance du Royaume-Uni à l'Union européenne en 2017. Ils soulignent que les établissements d'enseignement supérieur britanniques bénéficient de 1,2 milliard de livres de financements européens. » Il présente la loi sur l'enseignement supérieur et la recherche en 2017. Cette refonte du cadre réglementaire pour les universités anglaises, remplace le Financement de l'Enseignement Supérieur du Conseil de l'Angleterre avec un nouvel organisme, l'Office pour les Étudiants, et met en place des mécanismes pour rendre les universités plus responsables de la qualité de l'enseignement et des résultats des élèves. La loi créé également un nouveau centre unifié de recherche stratégique, afin de remédier à la fragmentation des organismes de financement de la recherche.
Le 9 janvier 2018, il devient Ministre d'État au sein du Département des Transports. Le 9 novembre 2018, il démissionne de son poste, appelant à un nouveau vote sur le Brexit. Il fait valoir que la Grande-Bretagne est « au bord de la crise la plus grave » depuis la deuxième Guerre Mondiale et affirme que ce qui était proposé n'était pas « ce qui a été promis ».
À partir du 24 juillet, il est Ministre d'État au sein du Département des entreprises, de l'énergie et de la stratégie industrielle, dans le gouvernement de son frère Boris Johnson.
Il démissionne le 5 septembre à la suite de l’échec de Boris Johnson de mener à bien son Brexit.
En août 2020, il entre à la Chambre des Lords, proposé par Boris Johnson.

## Vie personnelle
Johnson vit à Londres avec sa femme, Amelia Gentleman, journaliste pour The Guardian, la fille de l'artiste et designer David Gentleman. Le couple a deux enfants.